# Výbor Evropského parlamentu pro mezinárodní obchod
Výbor pro mezinárodní obchod (INTA) je výborem Evropského parlamentu. Jeho současným předsedou, zvoleným 10. července 2019, je Bernd Lange. INTA je odpovědná za záležitosti týkající se vytváření, provádění a monitorování společné obchodní politiky EU a jejích vnějších ekonomických vztahů, včetně obchodních a investičních právních předpisů, dvoustranných a mnohostranných dohod a vztahů se Světovou obchodní organizací (WTO). S Lisabonskou smlouvou se Parlament stal spoluzákonodárcem společné obchodní politiky Unie a má poslední slovo při vstupu všech obchodních dohod v platnost. Kromě toho byly pravomoci Unie rozšířeny o zahraniční investice.
Během svého posledního funkčního období dal Evropský parlament souhlas k dohodám o volném obchodu s Jižní Koreou a Peru/Kolumbií, odmítl obchodní dohodu o boji proti padělání (ACTA), přezkoumal obchodní jednání s Kanadou, Singapurem a zeměmi Afriky, Karibiku a Pacifiku (AKT) a zahájil zkoumání probíhajících jednání s Japonskem a USA.

## Předsedové
| Jméno         | Skupina                           | Skupina | Období | Mandát                             |
| ------------- | --------------------------------- | ------- | ------ | ---------------------------------- |
| Vital Moreira |                                   | S&D     | 7.     | 16. července 2009 - 18. ledna 2012 |
| Vital Moreira | 25. ledna 2012 - 30. června 2014  | S&D     | 7.     |                                    |
| Bernd Lange   |                                   | S&D     | 8.     | 7. července 2014 - 18. ledna 2017  |
| Bernd Lange   | 23. ledna 2017 - 1. července 2019 | S&D     | 8.     |                                    |
| Bernd Lange   |                                   | S&D     | 9.     | Od 10. července 2019               |